# Gresham College

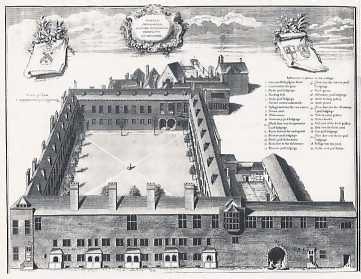
Gresham College 1740, kopparstick av George Vertue.

Gresham College är en oavhängig läroinrättning i London, som går tillbaka till ett grundande av sir Thomas Gresham år 1597.
Gresham College har inga inskrivna studenter och delar inte ut några examina, utan erbjuder offentliga, akademiska föreläsningar. I detta avseende är det jämförbart med Collège de France i Paris. Gesham College kallar renommerade vetenskapsmän till professorer, som oftast samtidigt undervisar vid andra universitet. De håller sex föreläsningar och kontrakteras för tre år.
De sju ursprungliga professurerna inrättades i ämnena: matematik ("geometry"), medicin ("physics"), astronomi, musik, retorik, juridik och teologi. Dessa ämnen var på 1500-talet även huvudfack, i vilka det undervisades vid universiteten. Av historiska grunder avviker beteckningarna för matematik och medicin från nutida språkbruk. Sedan 1985 finns det dessutom en professur i handel, sedan 2000 delas gästprofessurer ut även i andra ämnen, 2009 till exempel i amerikanistik (american studies).

## Lärare (i urval)
Bland dem som undervisade vid colleget kan nämnas:
- Henry Briggs
- William Brouncker
- John Dankworth
- Henry Gellibrand
- Edmund Gunter
- Theodor Haak
- Robert Hooke
- John Machin
- Roger Penrose
- Stephen Spender
- John Woodward
- Christopher Wren